# Rio Shoalhaven
O rio Shoalhaven é um rio perene que sobe dos planaltos do sul e deságua em um estuário aberto de barreira dominada por uma onda madura perto de Nowra, na costa sul de Nova Gales do Sul, na Austrália.